# Wilkinsonellus
Wilkinsonellus is een geslacht van parasitoïde wespen. Het behoort tot de onderfamilie Microgastrinae van de schildwespen. De soorten uit dit geslacht komen voor in het neotropisch gebied en de palaeotropen. Ze leggen hun eieren uitsluitend in rupsen van vlinders (Lepidoptera).
W.R.M. Mason beschreef het geslacht in 1981 bij een herziening van de indeling der Microgastrinae. Hij bracht er vier soorten in onder, die voordien tot het geslacht Apanteles werden gerekend: Wilkinsonellus henicopus, Wilkinsonellus iphitus, Wilkinsonellus thyone en Wilkinsonellus daira. De naam van het geslacht is een eerbetoon aan Douglas Shipton Wilkinson (1890-1941), een Brits entomoloog die zich wijdde aan de studie van Microgastrinae.

## Soorten[3]
- Wilkinsonellus alexsmithi (Costa Rica)[2]
- Wilkinsonellus amplus (Australië)
- Wilkinsonellus corpustriacolor (Fiji)[3]
- Wilkinsonellus daira (Papoea-Nieuw-Guinea)
- Wilkinsonellus fijiensis (Fiji)[3]
- Wilkinsonellus flavicrus (Taiwan
- Wilkinsonellus granulatus (India)
- Wilkinsonellus henicopus (Kenia, Rwanda)
- Wilkinsonellus iphitus (Filipijnen, Taiwan) - de typesoort van het geslacht
- Wilkinsonellus kogui (Colombia)[2]
- Wilkinsonellus longicentrus (Vietnam)
- Wilkinsonellus masoni (Vietnam)
- Wilkinsonellus naragahus (Réunion)
- Wilkinsonellus nescalptura (Fiji)[3]
- Wilkinsonellus nigratus (Vietnam)
- Wilkinsonellus nigrocentrus (Vietnam, China)
- Wilkinsonellus panamaensis (Panama)[2]
- Wilkinsonellus paramplus (Vietnam, China)
- Wilkinsonellus striatus (Australië, Papoea-Nieuw-Guinea)
- Wilkinsonellus thyone (Filipijnen)
- Wilkinsonellus tobiasi (Vietnam)
- Wilkinsonellus torni (Australië, Papoea-Nieuw-Guinea)